# Paavallampi
Paavallampi är en sjö i Finland. Den ligger i kommunen Hankasalmi i landskapet Mellersta Finland, i den centrala delen av landet, 260 km norr om huvudstaden Helsingfors. Paavallampi ligger 109,8 meter över havet. Den är 2,7 meter djup. Arean är 93,4 hektar och strandlinjen är 7,54 kilometer lång. Sjön  ingår i Kymmene älvs huvudavrinningsområde.   I omgivningarna runt Paavallampi växer i huvudsak blandskog.